# Denis St. George Daly
Denis St. George Daly (Athenry, 5 settembre 1862 – Chipping Norton, 16 aprile 1942) è stato un giocatore di polo irlandese.
Partecipò al torneo di polo della II Olimpiade di Parigi del 1900. La sua squadra, l'anglo-statunitense Foxhunters Hurlingham, vinse la medaglia d'oro.
Daly era figlio del secondo barone di Dunsandle e Clanconal ma non ereditò il titolo perché i suoi genitori non erano sposati.

## Palmarès
| Anno | Manifestazione  | Sede   | Evento | Risultato |
| ---- | --------------- | ------ | ------ | --------- |
| 1900 | Giochi olimpici | Parigi | Polo   | Oro       |